# NGC 3674
NGC 3674 је лентикуларна галаксија у сазвежђу Велики медвед која се налази на NGC листи објеката дубоког неба.
Деклинација објекта је + 57° 2' 55" а ректасцензија 11h 26m 26,3s. Привидна величина (магнитуда) објекта NGC 3674 износи 12,2 а фотографска магнитуда 13,2. NGC 3674 је још познат и под ознакама UGC 6444, MCG 10-16-138, CGCG 291-69, PGC 35191.